# Pootle
Pootle は翻訳画面を備えたオンラインの翻訳支援ツールである。ツールは Python で書かれた自由ソフトウェアであり、2004年から Translate.org.za において開発、リリースされている。元々は WordForge プロジェクトの一部であったが、現在は Translate.org.za でメンテナンスされている。
Pootle はフリーの翻訳支援ソフトウェアからの利用を想定しているが、それに限定されてはいない。また、文書の翻訳よりもソフトウェア・アプリケーションの GUI の国際化を行うことを目的として開発されている。Pootle は翻訳作業に関わるファイルの処理に Translate Toolkit を内部で利用している。Translation toolkit を使うことで、Pootle を使ってオフラインで Mozilla Firefox や OpenOffice.org の国際化を行うことができるようになっている。Pootle は翻訳メモリの機能を持っており、また用語の用法の管理や翻訳目標の設定、ユーザー管理ができるようになっている。
Pootle は、翻訳作業の様々な局面で利用することができる。もっとも単純には、サーバーにある翻訳文の統計データを表示することができる。これにより他のユーザーに修正案を示したり、翻訳を修正してレビューに回したりでき、一種のバグ・レポート管理システムとして使うことができる。また多数の翻訳者に担当を割り当てることができ、さらにオフラインで行われた翻訳をまとめ、翻訳作業全体のワークフローを管理することができる。

## 開発の経緯
Pootle は、Translate.org.za で始まった CATIA プロジェクトで David Fraser が開発したものが元になっている。それから Translate.org.za 内のいくつもの Translate@thons で使われていたが、2004年12月に最初の公式リリースが発表された。
Pootle という名前は PO-based Online Translation / Localization Engine の略だが、BBC の子供番組 The Flumps に出てくるキャラクタと同じでもある。
Translate.org.za からは様々なバージョンがリリースされたが、2006年に オープン・ソサエティ財団 および International Development Research Centre による WordForge プロジェクトでも開発が行われた。これにより XLIFF 形式がサポートされ、翻訳作業のワークフロー全体を管理するしくみが整備された。これらの機能はバージョン 1.0 で採用された。
Pootle は OpenOffice.org、OLPCプロジェクト、その他で利用されている。また Mozilla プロジェクトの翻訳インフラを構築しているVerbatim project でも基盤として採用されている。

## 開発指針
Pootle は Translate Toolkit を使ったウェブ・アプリケーションとして設計された。翻訳作業で使うファイルは直接操作され、内部で特にデータベースを使っているわけではない。それが動作速度のボトルネックとされることがあるが、Pootle の設計方針は、既存のファイルを用いて翻訳および管理を行うことを目指しており、翻訳作業に関わる情報は文書として管理されるよう設計された。
Pootle の開発は、既存のソフトウェアを置き換えるためではなく、それまでにない機能を実装することを目指して行われた。そのため Pootle はバージョン管理システムを使って翻訳者の行った作業を直接、管理しているプロジェクトに反映させる。
Pootle は自由ソフトウェアであり、これの利用に当たっては独自に Pootle サーバーを用意してローカルで運用しても構わない。

## 対応するファイル形式
Translate Toolkit により、Java や Mozilla の .properties、OpenOffice.org の SDF、HTML、プレーンテキスト、XLIFF、gettext の PO ファイルを扱うことができる。
Pootle それ自体は gettext の PO ファイルと XLIFF に対応している (バージョン 1.0 以降)。

## 特徴
- 翻訳メモリ - オフラインで行われる
- 翻訳元の言語の切り替え - 翻訳中に、翻訳元でも翻訳先でもない言語から、翻訳文を見る
- Glossary - 一般的な最新の用語の用法か、プロジェクト固有の用語か、どちらかを選択
- Goals - 翻訳の目標と、担当を決める
- Statistics - ワード数のカウントと、文の統計データの表示
- Suggestions - 担当外の部分に対して意見を行ったり、バグレポートを行う
- Version control - バージョン管理システムを使った作業進捗の管理
- User management - 担当者にさまざまな作業内容を割り当てる
- Translation interface - オンラインで翻訳とレビューを行う
- Checks - 翻訳品質について 40 以上の項目でチェックを行う